# Експлуатація свердловин
Експлуатація свердловин (англ. well exploitation, well recovery; нім. Förderung f von Sonden) — процес піднімання з вибою свердловини на поверхню заданої кількості рідини чи газу.

## Різновиди

### Спосіб експлуатації свердловини механізований
Система відбирання рідини із свердловини, за якої підіймання рідини здійснюється за рахунок штучної енергії, введеної в цю свердловину з поверхні землі. Сюди відносяться спосіб експлуатації свердловини газліфтний і спосіб експлуатації свердловини насосний (з застосуванням різних насосів). Цим способом експлуатують нафтові і водяні свердловини, а також застосовують його для відбирання рідини (води, газоконденсату) із газових і газоконденсатних свердловин.

### Експлуатація свердловин фонтанна
Експлуатація свердловин фонтанна, (англ. flow exploitation of wells, spouter exploitation; нім. eruptive Förderung f, Eruptivförderung f) — експлуатація свердловин, коли піднімання рідини на поверхню відбувається під дією природної пластової енергії. Див. фонтанний видобуток нафти, фонтанування.

### Експлуатація свердловин газліфтна
Експлуатація свердловин газліфтна, (англ. gaslift exploitation of wells; нім. Gasliftlagerstättenabbau m) — експлуатація свердловин, коли піднімання рідини на поверхню здійснюється з допомогою стиснутого газу.
Див. газліфт, Газліфтна експлуатація свердловин і застосовуване обладнання.

### Спосіб експлуатації свердловини насосний
Система відбирання рідини із свердловини, за якої підіймання рідини у свердловині на поверхню здійснюється за рахунок енергії, що її передає рідині насос. Знайшли застосування насоси штанговий свердловинний, відцентровий, а також у малій мірі гвинтовий, гідропоршневий, струминний, гідроімпульсний, діафрагмовий.
Див. Насосна експлуатація свердловин

#### Експлуатація свердловин глибиннонасосна
Експлуатація свердловин глибиннонасосна, (англ. deep-pumping exploitation of wells; нім. Tiefpumpenbetrieb m)– експлуатація свердловин, коли піднімання рідини на поверхню здійснюється глибиннонасосними (наприклад, штанговонасосними) устаткованнями. Див. глибиннонасосний видобуток.

### Експлуатація свердловин ерліфтна
Експлуатація свердловин ерліфтна, (від «експлуатація» і англ. air-lift, від air — повітря і lift — підіймання) (англ. airlift exploitation of wells; нім. Airliftförderung f) — газліфтна експлуатація свердловин, коли піднімання рідини на поверхню здійснюється з допомогою стиснутого повітря. Див. газліфт, ерліфт, ерліфтний підйом.

### Експлуатація свердловин компресорна
Експлуатація свердловин компресорна (англ. compressor exploitation of wells; нім. Liftförderung f, Kompressorförderung f — газліфтна експлуатація свердловин, коли піднімання рідини на поверхню відбувається під дією стиснутого на компресорній станції газу. Див. газліфт, компресорна експлуатація газового родовища.

### Спосіб експлуатації свердловини фонтанний
Система керованого відбирання рідини (або газу) із свердловини, за якої підіймання рідини (або газу) у свердловині здійснюється за рахунок пластової енергії. Пластова енергія може проявлятися як енергія гідростатичного напору (фонтанування свердловини артезіанське) і як енергія розширення газу, що виділяється із рідини (нафти) внаслідок зниження тиску (фонтанування свердловини газліфтне). Газові свердловини те ж фонтанують за рахунок енергії розширення газу, що знаходиться під певним тиском.

## Вибір раціонального способу експлуатації свердловин
Задану кількість нафти можна видобути із свердловини різними способами. Тому при проектуванні розроблення нафтових родовищ і технології експлуатації свердловин необхідно знайти найбільш раціональний спосіб. Якщо свердловина фонтанує, чи завжди її слід експлуатувати фонтанним способом? Вирішення цих питань випливає з визначення раціонального способу експлуатації.
Раціональний спосіб експлуатації повинен забезпечувати заданий відбір нафти при максимальному використанні природної пластової енергії і мінімально можливої собівартості нафти. Необхідно також, щоб вибраний метод відповідав технічному облаштуванню родовища, геологічно-фізичним умовам покладу й кліматичним умовам району. Якщо, наприклад, дебіт свердловини при фонтануванні з мінімально можливим тиском на гирлі недостатній, а геологічно-фізичні умови покладу дозволяють відбирати більшу норму видобутку нафти. В цьому випадкові фонтанну за своїми природними умовами свердловину експлуатують газліфтним способом, за допомогою УЗВЕН або штанговоюнасосною установкою. З цього випливає, що фонтанна експлуатація свердловин не завжди доцільна. У свою чергу, виникає завдання вибору способу механізованого видобутку нафти. За величиною ККД установки розташовуються приблизно таким чином: гідропоршневі установки — 0,4 — 0,5; штангові –0,3; УЗВЕН — 0,17; газліфтний спосіб — 0,04 — 0,1. Найменш економічний з цієї точки зору газліфтний спосіб. Але в низці випадків саме цьому способу віддається перевага. Наприклад, в умовах високодебітних свердловин, у продукції яких міститься пісок, лише при газліфтному способі забезпечуються тривалі міжремонтні періоди роботи з високими значеннями коефіцієнтів експлуатації (відношення фактичного часу експлуатації свердловини до календарного часу). Значно випереджає газліфтний спосіб усі інші за багатьма показниками при використанні як робочого агента пластових газів високого тиску. Отже, під час вибору способу експлуатації враховують широкий комплекс технологічних, геолого-фізичних і техніко-економічних факторів. Як правило, завдання розв'язують з установлення можливості та доцільності фонтанної експлуатації свердловин. Якщо цей спосіб неприйнятний, розглядають і вибирають доцільні механізовані способи експлуатації, починаючи з безкомпресорного газліфта, якщо є пласти природного газу високого тиску й т. п. Вирішальним фактором вибору способу експлуатації є комплекс техніко-економічних показників: міжремонтний період, коефіцієнт експлуатації, собівартість нафти, капітальні витрати та ін.

## Обладнання, що застосовується при експлуатації свердловин
Для видобування пластових флюїдів нафтові, газові й газокон-денсатні свердловини обладнують спеціальним підземним та наземним устаткуванням. До наземного устаткування належить обладнання гирла, присвердловинні установки й споруди, а до підземного — обладнання вибою та стовбура свердловини.
Обладнання фонтанної свердловини складається з таких основних елементів:
- підйомних (насосно-компресорних) труб;
- гирлової фонтанної арматури;
- викидних ліній;
- трапно-вимірювальної установки.

Обладнання монтується перед освоєнням свердловини і залишається на ній до кінця експлуатації.
Підйомні труби. Колона підйомних труб, якою рухається рідина і газ у свердловині, складається з окремих високоміцних сталевих насосно-компресорих труб довжиною 6 — 9 м кожна. На обох кінцях труби мають різьбу для з'єднання їх за допомогою муфт.
При фонтанній експлуатації колону підйомних труб, як правило, спускають до фільтра. Ці ж труби використовуються і при інших способах експлуатації: компресорному, насосному, а також при експлуатації газових свердловин.
Застосовуються насосно-компресорні труби з умовними зовнішніми діаметрами 27, 33, 42, 48, 60, 73, 89, 102, 114 мм. Товщина стінок гладкої частини труби, залежно від діаметра, становить 3 — 8 мм.
Застосування підйомних труб при фонтанній експлуатації витікає з таких міркувань:
- Полегшуються роботи з освоєння свердловини, тому що наявність двох самостійних каналів у ній (підйомні труби і затрубний простір) дозволяє замінювати промивальну рідину в стовбурі на більш легку (вода, нафта). Крім того, підйомні труби дають можливість освоювати свердловину за допомогою компресора.
- Найбільш раціонально використовується енергія газу, що розширюється, бо при підйомі суміші по каналу малого перетину (підйомні труби) різко скорочуються втрати нафти від зворотного стікання її по стінках труб.

Ці втрати залежать від швидкості руху суміші нафти і газу. Чим менша швидкість, тим більші втрати і навпаки. Швидкість руху суміші за інших рівних умов залежить від діаметра труб. Чим менший їх діаметр, тим більша швидкість руху і навпаки.
При фонтануванні через труби малого діаметра значно зменшуються втрати від ковзання газу. Крім того, пластовому газу доводиться загазовувати меншу кількість нафти, ніж при фонтануванні через експлуатаційну колону з більшим перетином, а отже, більшою мірою зменшити її густину. Тому фонтанування зможе відбуватися при меншому пластовому тиску.
Застосування підйомних труб найменшого діаметра є одним із способів продовження фонтанування малодебітних свердловин.
- У піщаних свердловинах застосування підйомних труб запобігає утворенню піщаних пробок на вибої свердловин, тому що великі швидкості газонафтового струменя в трубах меншого перетину забезпечують повний винос на поверхню піску, який потрапив у свердловину.
- Полегшується боротьба з відкладеннями парафіну, що утворюються при видобуванні парафінистих нафт.
- За необхідності можна швидко «заглушити» фонтан шляхом закачування в труби або затрубний простір води чи бурової промивальної рідини.

Гирлове обладнання. Гирло фонтанних свердловин обладнують міцною сталевою арматурою, призначеною для герметизації кільцевого простору між обсадною колоною та підйомними трубами, підвішування спущених насосно-компресорних труб, контролю і регулювання режиму роботи свердловини.
Обладнання гирла фонтанної свердловини складається з: колонної головки, трубної головки й фонтанної ялинки. Трубні головки і фонтанні ялинки називаються фонтанною арматурою.
Фонтанну арматуру збирають з різних фланцевих трійників, хрестовика й запірних пристроїв (засувок або кранів), які з'єднують між собою за допомогою болтів. Герметизують з'єднання металевими кільцями овального поперечного перерізу, котрі вставляють у канавки на фланцях, а потім затягують болтами.
Колонна головка призначена для обв'язування всіх спущених у свердловину обсадних колон і герметизації міжтрубного простору між ними.
Трубна головка призначена для підвішування фонтанних труб та герметизації кільцевого простору між фонтанними трубами й експлуатаційною колоною, а також для проведення різних технологічних операцій, пов'язаних з освоєнням і промиванням свердловини, видаленням відкладень парафіну з фонтанних труб, піску з вибою й т. п. Трубна головка складається з хрестовика, трійника і перехідної котушки. Її встановлюють на колонну головку.
Фонтанна ялинка слугує для герметизації гирла свердловини, направлення руху газорідинної суміші у викидні лінії, регулювання та контролю режиму роботи свердловини, створення протитиску на вибої. Фонтанна ялинка являє собою з'єднання товстостінних сталевих трійників, хрестовин і засувок.
Гирлове обладнання поставляється заводами. Фонтанну арматуру поставляють у зібраному вигляді. Арматуру вибирають залежно від максимального тиску, очікуваного на гирлі свердловини.
Викидні лінії. Фонтанну ялинку за допомогою викидних сталевих ліній з'єднують із сепараторною (трапною) установкою, куди надходить уся продукція свердловини. Як правило, фонтанні ялинки мають два викиди для направлення струменя нафти і газу в сепаратор.
Трапно-вимірювальні установки. Для відділення газу від нафти при експлуатації свердловин застосовують спеціальні установки, звані трапами або сепараторами . Суміш нафти і газу через фонтанну ялинку і викидну лінію направляється в сепаратор. У сепараторі швидкість руху рідини різко знижується, тому що діаметр сепаратора в декілька разів більший за діаметр викидної лінії. Унаслідок зниження тиску в сепараторі відбувається розгазування нафти. З рідини виділяється газ і піднімається у верхню частину сепаратора, а рідина, як більш важка, стікає вниз. Газ відводять у газову магістраль, а нафту — в збірну нафтову установку або в промисловий нафтовий колектор.